# Georg Pencz

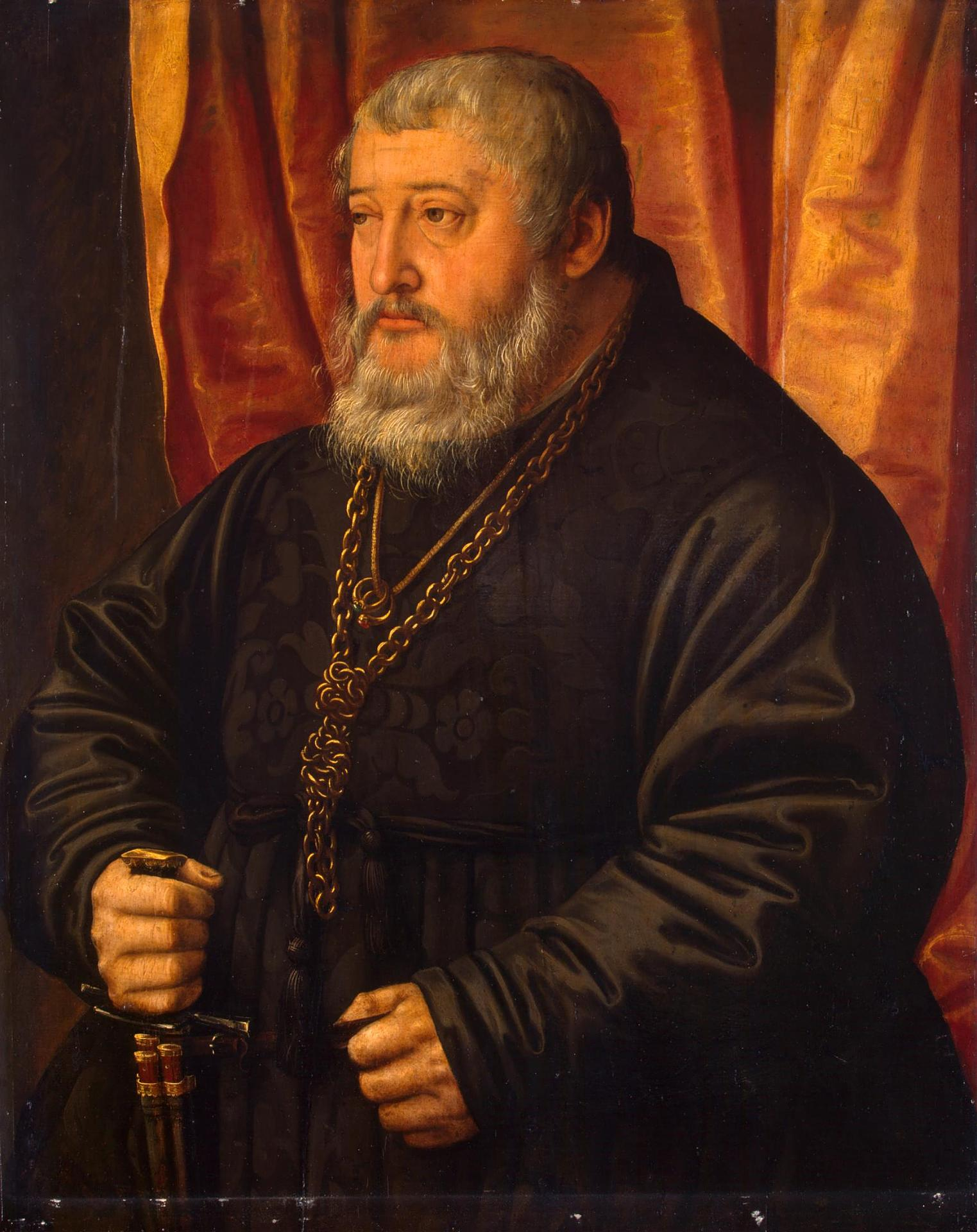
Ritratto del conte palatino Ottheinrich

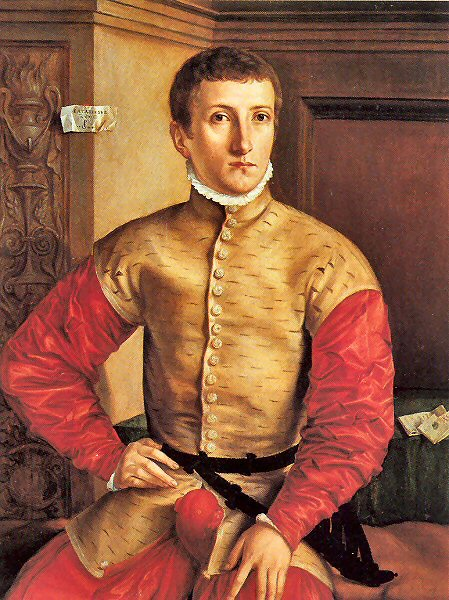
Ritratto di ignoto di diciott'anni

Georg Pencz (1500 circa – Lipsia, 1550) è stato un pittore e incisore tedesco.

## Biografia
Non se ne conoscono le origini, probabilmente circoscrivibili alla zona di Westheim, vicino Bad Windsheim, in Franconia. Il suo nome compare per la prima volta in un documento nella lista dei cittadini di Norimberga del 1523, dove probabilmente svolse un apprendistato presso Albrecht Dürer, a giudicare da alcuni stilemi delle sue prime opere. Nel 1525, in piena ondata di Riforma, con i fratelli Beham subì un processo legato alle sue credenze e venne bandito dalla città, sebbene più tardi, nello stesso anno, tale provvedimento venne revocato.
Molto probabilmente visitò l'Italia, a giudicare dallo stile di alcune sue opere che dimostrano una conoscenza di prima mano delle novità della Penisola. Il primo dovette avere luogo entro il 1530, il secondo nel 1542.
Nel 1532 il concilio cittadino lo nominò pittore municipale e nel 1550 il duca Alberto I di Prussia lo nominò pittore di corte. Partito in quell'occasione per Königsberg, morì durante il viaggio, a Lipsia, nel 1550.

## Stile
Pencz fu innanzitutto un ritrattista e un pittore specializzato in soggetti mitologici a allegorici. Fu anche attivo come incisore, sia con la xilografia che con le tecniche di incisione su metallo. I suoi dipinti hanno tonalità calde, con una meticolosa cura dei dettagli e una forte influenza italiana, in particolare veneta.

## Opere
- Ritratto di ignoto di diciott'anni, 1544, Firenze, Uffizi